# Eufriesea laniventris
Eufriesea laniventris là một loài Hymenoptera trong họ Apidae. Loài này được Ducke mô tả khoa học năm 1902.